# Museu Fellini
O Museu Fellini (Fellini Museum) é uma instituição museológica localizada em Rimini, Itália, dedicada ao cineasta Federico Fellini, nascido na cidade. O museu possui três sedes situadas no centro histórico de Rimini: o interior do Castel Sismondo, um castelo medieval; o Palazzo del Fulgor, que abriga um cinema; e a Praça Malatesta, uma praça situada em frente ao castelo. A inauguração oficial ocorreu em 19 de agosto de 2021.

## Exposições
O Museu Fellini ocupa três andares do Castel Sismondo. Seu acervo inclui diversos desenhos de Federico Fellini, partituras compostas por seu colaborador Nino Rota, além de fotografias, trechos de filmes e figurinos utilizados em produções cinematográficas. O espaço também abriga uma escultura em grande escala da personagem Sylvia, interpretada por Anita Ekberg no filme La Dolce Vita, bem como exposições sobre cinematografia.
A praça em frente ao castelo, conhecida como Piazza dei Sogni ("praça dos sonhos"), conta com uma fonte que emite névoa a cada trinta minutos, evocando a neblina típica de Rimini retratada em diversos filmes de Fellini.
Filmes de Fellini são exibidos em sistema de revezamento no Cinemino, um cinema localizado no térreo do Palazzo del Fulgor. Os três andares superiores do edifício abrigam exposições de obras de arte, objetos de memorabilia, um arquivo digital e outros materiais voltados à pesquisa.
Uma escultura dourada de um rinoceronte, que apareceu no filme E la nave va, está exposta na Piazzetta San Martino, ao lado do Palazzo del Fulgor.

## História
As propostas para a criação de um museu dedicado a Federico Fellini em Rimini remontam à metade da década de 1990, pouco depois da morte do cineasta. Entre novembro de 2009 e dezembro de 2010, funcionou temporariamente na cidade a Casa Museu Fellini, administrada pela Fundação Federico Fellini. Durante esse período e nos anos seguintes, diversas homenagens e exposições dedicadas a Fellini foram organizadas em Rimini, como mostras no Museu da Cidade e murais no bairro Borgo San Giuliano, além de um parque e uma escola primária batizados com seu nome.
Apesar disso, muitos visitantes notavam a ausência de um espaço permanente dedicado à memória cinematográfica de Fellini na cidade natal do diretor. A inauguração do museu viria a ser vista como uma forma de "preencher esse vazio".
A Fundação Federico Fellini, responsável pela conservação da obra do cineasta desde 1995, foi dissolvida em 2015. Seus bens — que incluíam o Livro dos Sonhos de Fellini, centenas de desenhos e fotografias inéditas — foram transferidos para o município de Rimini, com o objetivo de preservar o acervo e afirmar a importância da cidade na trajetória artística do cineasta.
Em dezembro de 2016, o Ministério da Cultura da Itália destinou 9 milhões de euros ao projeto, no âmbito do programa Grandi Progetti Beni Culturali 2017-2018 (Grandes Projetos de Patrimônio Cultural). As obras de construção começaram em 2018, com um orçamento total de 12 milhões de euros. A abertura estava prevista para 2020, ano do centenário de nascimento de Fellini.
O projeto museográfico foi desenvolvido pelo grupo italiano Studio Azzurro, especializado em arte digital, em conjunto com a requalificação do Palazzo del Fulgor, antigo cinema frequentado por Fellini, que passou por reformas entre 2013 e 2018.
A abertura do museu foi adiada em razão da pandemia de COVID-19. Em 19 de agosto de 2021, com custo final superior a 13,5 milhões de euros, foi inaugurado o espaço no Castel Sismondo, juntamente com a área externa na Praça Malatesta. A apresentação oficial do museu ocorreu durante a 78.ª Festival Internacional de Cinema de Veneza.
Três meses depois, em 12 de dezembro de 2021, foram inauguradas as exposições no Palazzo del Fulgor, completando a estrutura museológica. A inauguração integrou um amplo projeto de requalificação cultural promovido pela cidade de Rimini.